# Mała Młynówka (dopływ Młynówki)
Mała Młynówka – potok w dorzeczu Odry, lewy dopływ potoku Młynówki, płynący w całości na terenie gminy Stronie Śląskie (województwo dolnośląskie).

## Opis
Źródła znajdują się na zachodnich zboczach Jawornika Krowiego w Górach Bialskich, na wysokości około 790–800 m n.p.m. Składają się z kilku drobnych, bezimiennych cieków. Płynie głęboko wciętą, stromą doliną ku północnemu zachodowi najpierw świerkowym lasem regla dolnego, później wśród łąk w szerokiej dolinie i w Młynowcu wpada do Młynówki.

## Budowa geologiczna
Potok płynie przez obszar zbudowany z łupków łyszczykowych, niżej z różnych odmian gnejsów gnejsów gierałtowskich i gnejsów śnieżnickich – skał metamorficznych należących do metamorfiku Lądka i Śnieżnika.

## Ochrona przyrody
Potok płynie przez Śnieżnicki Park Krajobrazowy.

## Turystyka
W rejonie, gdzie płynie Mała Młynówka nie ma żadnych szlaków turystycznych.